# Michael Spence
Andrew Michael Spence (Montclair, 7 de novembro de 1943) é um economista estadunidense.
Foi laureado com o Prémio de Ciências Económicas em Memória de Alfred Nobel de 2001.  

## Carreira
Michael Spence é mais conhecido pelo trabalhado desenvolvido no modelo de sinalização para o mercado de trabalho. Neste artigo de 1973, o economista considerou o papel da educação como instrumento de sinalização importante utilizado pelos empregados para convencerem os empregadores a serem contratados.
Frequentou o ensino básico e secuntário na University of Toronto Schools da Universidade de Toronto. Em 1966, concluiu uma licenciatura em Filosofia na Universidade de Princeton e foi premiado com uma bolsa de estudos Rhodes para estudar matemática na Universidade de Oxford.

## Obras
- «Job Market Signaling». The MIT Press. Quarterly Journal of Economics. 87 (3): 355–374. 1973. JSTOR 1882010. doi:10.2307/1882010
- Market Signaling: Informational Transfer in Hiring and Related Screening Processes. Cambridge, MA: Harvard University Press. 1974. ISBN 978-0674549906
- The Next Convergence: The Future of Economic Growth in a Multispeed World. New York: Farrar, Straus and Giroux. Maio de 2011. ISBN 9781429968713